# MINDTRAVEL
『MINDTRAVEL』（マインドトラベル）は、日本の歌手・birdの2枚目のオリジナル・アルバム。2000年11月22日発売。

## 収録曲
特記以外作詞：bird／作曲・全編曲：大沢伸一
1. マインドトラベル（6:45）[1]
  - 同日に9thシングルとしてリカット。
  - MV監督は武藤真志。
2. マーメイド3000（6:23）[1]
  - 2001年に10thシングルとしてリカット。
3. daydream（1:02）[1]
  - 作曲：bird
  - Instrumental。
4. オアシス（Album Version）（6:36）[1]
  - 8thシングル。
  - MV監督は武藤真志。
5. 4 PM（6:15）[1]
6. これが私の優しさです（4:48）[1]
  - 作詞：TWIGY／作曲：田中義人・bird
  - 谷川俊太郎の詩をモチーフにした曲。
7. CLAY（6:23）[1]
  - 作曲：bird
8. 二人の夜明け（5:36）[1]
9. GAME（Album Version）（7:51）[1]
  - 7thシングル。
  - MV監督は浅井健。
10. late summer breeze（1:31）[1]
  - Instrumental。
11. 9月の想い（6:11）[1]
12. 桜（4:45）[1]
2001年に11thシングルとしてリカット。